# Gary Fleder
Gary Fleder (Norfolk, Virginia; 19 de diciembre de 1962) es un director, guionista y productor de cine estadounidense. 
Graduado en la Universidad de Boston y en la USC School of Cinematic Arts, Fleder comenzó su carrera en televisión en 1993 con un premiado capítulo de Tales from the Crypt ("Forever Ambergris", protagonizado por Steve Buscemi y Roger Daltrey). Desde entonces, ha dirigido pilotos y capítulos para varias series televisivas como L.A. Doctors, Blind Justice, The Evidence, October Road y The Shield. Dirigió "The Subway", un capítulo de Homicide: Life on the Street de 1996, por el cual su estrella invitada, Vincent D'Onofrio, ganó un Premio Peabody. También colaboró con Tom Hanks para dirigir un capítulo de la premiada serie From the Earth to the Moon.
Things to Do in Denver When You're Dead, su debut como director, fue proyectada en el Festival de Cannes de 1995. Esta película de crimen de humor negro, escrita por Scott Rosenberg (compañero de Fleder en la Universidad de Boston), se transformó para muchos en una película de culto y ayudó a revitalizar la carrera de Treat Williams. También fue el primer trabajo con quienes serían sus futuros colaboradores, como el director de arte Nelson Coates o el compositor Steve Weisberg.
Desde ese entonces, Fleder ha ganado su reputación dirigiendo thrillers entre los que se incluyen Kiss the Girls (1997) con Ashley Judd y Morgan Freeman; Don't Say a Word (2001) con Brittany Murphy y Michael Douglas; Infiltrado (2003), un thriller de ciencia ficción basado en una historia de Philip K. Dick, con Gary Sinise, Madeleine Stowe y Vincent D'Onofrio; y Runaway Jury (2003), con John Cusack, Gene Hackman y Dustin Hoffman. The Express, está basado en la verdadera historia del jugador de fútbol americano Ernie Davis, el primer afroestadounidense en ganar el Trofeo Heisman.

## Filmografía
- The Companion (1994) (TV)
- Things to Do in Denver When You're Dead (1995)
- Kiss the Girls (1997)
- Ni una palabra (2001)
- Impostor (2001)
- Runaway Jury (2003)
- The Express (2008)
- Homefront (2013)